# Miami Springs
Miami Springs est une ville située dans l’État américain de la Floride, dans le comté de Miami-Dade, à l'ouest de la ville de Miami. Selon l'estimation officielle de 2006, sa population est de 13 422 habitants. L'Aéroport international de Miami est situé au sud de la ville.

## Géographie
La ville de Miami Springs est située à25° 49′ 11″ N, 80° 17′ 28″ O dans la banlieue nord-est de Miami. Selon le bureau du recensement des États-Unis, la ville a une superficie totale de 7,7 km2.

## Histoire
Miami Springs a été fondée par un pionnier de l'aviation et, par conséquent, le sort de la ville a toujours été étroitement lié à l'industrie aéronautique, en particulier depuis que l'aéroport international de Miami est situé juste au sud de la ville. L'industrie du transport aérien amène de nombreux résidents des bases aériennes, de même que les possibilités d'emploi à l'aéroport, ce qui a beaucoup aider à la prospérité à la ville.
En 1991, l'effondrement des deux Eastern Air Lines et Pan American World Airways a laissé de nombreux résidents de Miami Springs sans emploi et donc sans moyens de vie dans le quartier. Étant donné que les entreprises à Miami Springs ont toujours compté sur le grand revenu disponible des salariés des grands transporteurs aériens, la faillite des deux sociétés dans la même année a créé une réaction en chaîne, à terme obligeant de nombreuses petites entreprises à fermer leurs portes. Malgré la fermeture des compagnies aériennes, d'un point de vue résidentiel, Miami Springs est demeurée forte. La ville est souvent considérée comme isolée du reste de comté de Miami-Dade.

## Démographie
| 1930 | 1940 | 1950  | 1960   | 1970   | 1980   |
| ---- | ---- | ----- | ------ | ------ | ------ |
| 402  | 898  | 5 108 | 11 229 | 13 279 | 12 350 |

| 1990   | 2000   | 2010   | - | - | - |
| ------ | ------ | ------ | - | - | - |
| 13 268 | 13 712 | 13 809 | - | - | - |